# Eleições autárquicas de 2009 em Cascais
As eleições autárquicas de 2009 serviram para eleger os diferentes membros do poder local autárquico no concelho de Cascais.
António Capucho, autarca desde 2001 pela coligação PSD-CDS, voltou a ser reeleito ao vencer com ampla maioria ao obter mais de 53% dos votos e 7 vereadores.
O Partido Socialista ficou-se pelos 26,7% dos votos e a Coligação Democrática Unitária manteve o vereador que detinha.

## Resultados Oficiais
Os resultados para os diferentes órgãos do poder local do concelho de Cascais foram os seguintes:

### Câmara Municipal
| Partido                 | Partido                        | Votos   | %               | +/-  | Vereadores | +/-     |
| ----------------------- | ------------------------------ | ------- | --------------- | ---- | ---------- | ------- |
|                         | PSD-CDS                        | 37 463  | 53,04 / 100,00  | 3,56 | 7 / 11     | Estável |
|                         | Partido Socialista             | 18 835  | 26,66 / 100,00  | 0,47 | 3 / 11     | Estável |
|                         | Coligação Democrática Unitária | 6 494   | 9,19 / 100,00   | 0,06 | 1 / 11     | Estável |
|                         | Bloco de Esquerda              | 4 410   | 6,24 / 100,00   | 0,14 | 0 / 11     | Estável |
|                         | Partido Popular Monárquico     | 489     | 0,69 / 100,00   | 0,27 | 0 / 11     | Estável |
|                         | PCTP/MRPP                      | 311     | 0,44 / 100,00   | 0,50 | 0 / 11     | Estável |
|                         | Partido Nacional Renovador     | 285     | 0,40 / 100,00   | 0,16 | 0 / 11     | Estável |
| Votos Inválidos         | Votos Inválidos                | 2 351   | 3,33 / 100,00   | 2,78 |            |         |
| Total                   | Total                          | 70 638  | 100,00 / 100,00 |      | 7 / 7      |         |
| Eleitorado/Participação | Eleitorado/Participação        | 160 323 | 44,06 / 100,00  | 2,24 |            |         |

### Assembleia Municipal
| Partido                 | Partido                        | Votos   | %               | +/-  | Mandatos | +/-     |
| ----------------------- | ------------------------------ | ------- | --------------- | ---- | -------- | ------- |
|                         | PSD-CDS                        | 34 725  | 49,16 / 100,00  | 1,75 | 18 / 33  | Estável |
|                         | Partido Socialista             | 20 062  | 28,40 / 100,00  | 1,00 | 10 / 33  | Estável |
|                         | Coligação Democrática Unitária | 7 153   | 10,13 / 100,00  | 0,16 | 3 / 33   | Estável |
|                         | Bloco de Esquerda              | 5 477   | 7,75 / 100,00   | 0,22 | 2 / 33   | Estável |
|                         | Partido Popular Monárquico     | 734     | 1,04 / 100,00   | 0,48 | 0 / 33   | Estável |
| Votos Inválidos         | Votos Inválidos                | 2 492   | 3,53 / 100,00   | 2,61 |          |         |
| Total                   | Total                          | 70 638  | 100,00 / 100,00 |      | 33 / 33  |         |
| Eleitorado/Participação | Eleitorado/Participação        | 160 323 | 44,06 / 100,00  | 2,24 |          |         |

### Juntas de Freguesia
| Partido                 | Partido                        | Votos   | %               | +/-  | Presidentes | +/-     | Mandatos  | +/-     |
| ----------------------- | ------------------------------ | ------- | --------------- | ---- | ----------- | ------- | --------- | ------- |
|                         | PSD-CDS                        | 34 253  | 48,49 / 100,00  | 1,37 | 5 / 6       | Estável | 56 / 102  | 1       |
|                         | Partido Socialista             | 20 695  | 29,30 / 100,00  | 0,58 | 1 / 6       | Estável | 31 / 102  | 1       |
|                         | Coligação Democrática Unitária | 7 310   | 10,35 / 100,00  | 0,06 | 0 / 6       | Estável | 9 / 102   | Estável |
|                         | Bloco de Esquerda              | 4 927   | 6,97 / 100,00   | 0,08 | 0 / 6       | Estável | 6 / 102   | Estável |
|                         | Movimento Mérito e Sociedade   | 428     | 0,61 / 100,00   | Novo | 0 / 6       | Novo    | 0 / 102   | Novo    |
|                         | Partido Popular Monárquico     | 287     | 0,41 / 100,00   | -    | 0 / 6       | -       | 0 / 102   | -       |
|                         | Partido Nacional Renovador     | 61      | 0,09 / 100,00   | -    | 0 / 6       | -       | 0 / 102   | -       |
| Votos Inválidos         | Votos Inválidos                | 2 680   | 3,80 / 100,00   | 2,13 |             |         |           |         |
| Total                   | Total                          | 70 641  | 100,00 / 100,00 |      | 6 / 6       |         | 102 / 102 |         |
| Eleitorado/Participação | Eleitorado/Participação        | 160 323 | 44,06 / 100,00  | 2,23 |             |         |           |         |

## Resultados por Freguesia

### Câmara Municipal
| Freguesia            | %        | %     | %     | %    | %    | %    | %    | Votantes |
| Freguesia            | PSD- CDS | PS    | CDU   | BE   | PPM  | PCTP | PNR  | Votantes |
| -------------------- | -------- | ----- | ----- | ---- | ---- | ---- | ---- | -------- |
| Alcabideche          | 48,62    | 30,25 | 9,76  | 6,40 | 0,62 | 0,48 | 0,48 | 12 401   |
| Carcavelos           | 53,98    | 24,62 | 9,37  | 6,80 | 0,71 | 0,41 | 0,37 | 8 935    |
| Cascais              | 63,54    | 20,96 | 6,19  | 4,57 | 0,82 | 0,32 | 0,35 | 12 659   |
| Estoril              | 62,17    | 21,19 | 6,55  | 5,59 | 0,72 | 0,30 | 0,38 | 10 192   |
| Parede               | 57,31    | 23,12 | 8,79  | 6,21 | 0,77 | 0,43 | 0,29 | 8 695    |
| São Domingos de Rana | 40,82    | 34,13 | 12,57 | 7,43 | 0,59 | 0,59 | 0,48 | 17 756   |
| Cascais              | 53,04    | 26,66 | 9,19  | 6,24 | 0,69 | 0,44 | 0,40 | 70 638   |

### Assembleia Municipal
| Freguesia            | %        | %     | %     | %    | %    | Votantes |
| Freguesia            | PSD- CDS | PS    | CDU   | BE   | PPM  | Votantes |
| -------------------- | -------- | ----- | ----- | ---- | ---- | -------- |
| Alcabideche          | 45,46    | 31,59 | 10,64 | 7,89 | 0,98 | 12 401   |
| Carcavelos           | 50,07    | 26,06 | 10,47 | 8,39 | 0,97 | 8 934    |
| Cascais              | 59,06    | 23,72 | 6,63  | 5,99 | 1,37 | 12 661   |
| Estoril              | 58,77    | 22,28 | 7,35  | 7,39 | 1,15 | 10 195   |
| Parede               | 53,16    | 25,09 | 9,59  | 7,73 | 1,10 | 8 695    |
| São Domingos de Rana | 36,73    | 35,82 | 13,94 | 8,82 | 0,79 | 17 757   |
| Cascais              | 49,16    | 28,40 | 10,13 | 7,75 | 1,04 | 70 643   |

### Juntas de Freguesia
| Freguesia            | 2005-2009 | 2005-2009          | 2005-2009      | 2009-2013 | 2009-2013          | 2009-2013      |
| -------------------- | --------- | ------------------ | -------------- | --------- | ------------------ | -------------- |
| Alcabideche          |           | PSD-CDS            | 41,82 / 100,00 |           | PSD-CDS            | 45,93 / 100,00 |
| Carcavelos           |           | PSD-CDS            | 49,41 / 100,00 |           | PSD-CDS            | 50,20 / 100,00 |
| Cascais              |           | PSD-CDS            | 58,50 / 100,00 |           | PSD-CDS            | 61,15 / 100,00 |
| Estoril              |           | PSD-CDS            | 58,97 / 100,00 |           | PSD-CDS            | 58,43 / 100,00 |
| Parede               |           | PSD-CDS            | 49,84 / 100,00 |           | PSD-CDS            | 51,06 / 100,00 |
| São Domingos de Rana |           | Partido Socialista | 37,85 / 100,00 |           | Partido Socialista | 39,46 / 100,00 |